# Szkümnosz (szobrász)
Szkümnosz (Kr. e. 5. század) görög szobrász
Életéről mindössze annyit tudunk, hogy Kritiasz tanítványa volt, s bronzszobrok készítésével foglalkozott. Pauszaniasz Periégétész említést tesz egy, az athéni Akropoliszon felállított Zeusz-szobráról. A mű elveszett, római másolatban sem maradt fenn.